# Chuyến bay 244 của Aeroflot
Chuyến bay 244 của Aeroflot bị không tặc tấn công vào ngày 15 tháng 10 năm 1970, khiến nó trở thành vụ không tặc hàng không thành công đầu tiên được biết đến ở Liên Xô.

## Tóm tắt
Người Litva Pranas Brazinskas và cậu con trai 13 tuổi Algirdas đã bắt giữ một chiếc máy bay chở khách nội địa An-24 trên đường từ Batumi, Adjar ASSR, Cộng hòa XHCN Gruzia, đến Sukhumi và Krasnodar để trốn sang phương Tây. Prana đã bị chính quyền Liên Xô kết án hai lần vào năm 1955 và 1965 vì các tội phạm tài chính liên quan đến các cửa hàng nhà nước nơi ông làm việc. 